# James Hadley

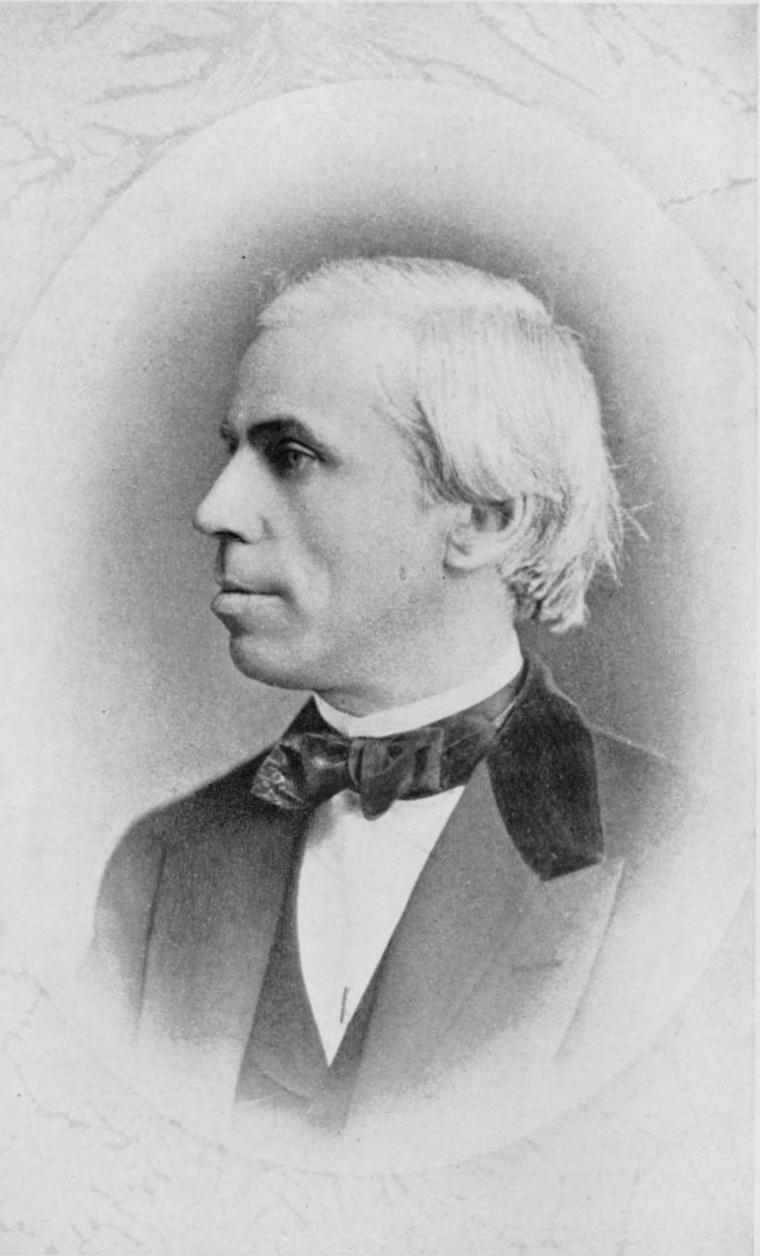
James Hadley

James Hadley (* 10. März 1821 in Fairfield (New York); † 14. November 1872 in New Haven (Connecticut)) war ein US-amerikanischer Altphilologe.

## Leben
James Hadley (spr. háddli), sein Vater war Chemie-Professor am Fairfield Medical College, wurde durch einen Unfall mit neun Jahren gelähmt, studierte er an der Yale University in New Haven, wurde 1851 zum Professor der griechischen Sprache an derselben ernannt und starb am 14. November 1872. Als Student bewies er auch mathematische Kenntnisse. 1861 wurde er in die American Academy of Arts and Sciences gewählt, 1872 in die National Academy of Sciences.
Hadley war ein gründlicher Kenner der klassischen und orientalischen Sprachen und ein leitendes Mitglied der American Oriental Society. Er schrieb eine Geschichte der englischen Sprache (als Einleitung zu Noah Websters Dictionary) und verfasste mehrere Lehrbücher der griechischen Sprache. Seine Abhandlung über die griechischen Accente wurde ins Deutsche übersetzt und in Georg Curtius’ Studien zur griechischen und lateinischen Grammatik abgedruckt. Seine Essays philological and critical gab William Dwight Whitney heraus (New York 1873).